# Gray Dawn
Gray Dawn ist ein Adventure-Computerspiel des unabhängigen, rumänischen Entwicklerstudios Interactive Stone. Es wurde im Juni 2018 veröffentlicht. Das Spiel ist ein psychologischer Thriller mit religiösen Elementen und dreht sich um Pater Abraham, einen Priester, der versucht, einen vermissten Messdiener zu finden.

## Handlung
Das Spiel spielt am Heiligabend 1920. Pater Abraham muss mehrere Geheimnisse auf einmal lösen, beginnend mit dem Verschwinden des Messdieners David. Es wird angedeutet, dass Pater Abraham mehrere Kinder getötet hat, und er muss Beweise finden, um sich vor den unrechtmäßigen Anschuldigungen zu schützen. In traumartigen Sequenzen in der Welt von David findet Abraham weitere Hinweise und deckt schließlich auf, was wirklich passiert ist. Pater Abraham muss diese Hinweise zusammensetzen, um seine Unschuld zu beweisen – falls er unschuldig ist.

## Spielprinzip und Technik
Die Spielmechanik besteht aus Survival Horror in einer First-Person-Perspektive. Der Spieler übernimmt die Rolle des Protagonisten, Pater Abraham, und erkundet die Szenen, indem er herumläuft und auf bestimmte Objekte klickt. Das Spiel verfügt über Sprachausgabe und Untertitel, um die Geschichte zu vermitteln, und der Spieler hat die Möglichkeit, Aufnahmen anzuhören, um mehr darüber zu erfahren. Um durch die Geschichte zu kommen, muss der Spieler einige Rätsel lösen und kann optional sieben Bilder von Christus sammeln. Je nachdem, ob der Spieler alle sieben Bilder gefunden hat oder nicht, gibt es zwei verschiedene Enden zu entdecken.

## Produktionsnotizen
Das Spiel war seit 2015 in Entwicklung und wurde nach einer gescheiterten Kickstarter-Kampagne mit nur 2.542 € des 50.000 €-Ziels am 7. Juni 2018 für PC veröffentlicht. Der Bukarester Spiele-Inkubator Carbon bot Entwicklungsfinanzierung für Gray Dawn an und half auch mit Mentorschaft sowie Unterstützung bei PR/Marketing. Am 13. Juli 2018 erschien ein Update mit einer deutschen Übersetzung von Marcel Weyers.

## Rezeption
Gray Dawn erhielt gemischte bis positive Bewertungen. Die Rezensionsdatenbank Metacritic aggregiert 5 Rezensionen zu einem Mittelwert von 73.
Das deutschsprachige Fachmagazin Adventure-Treff lobte die abwechslungsreiche Spielwelt und die Authentizität des religiösen Aspekts der Spielgeschichte. Kritisiert wurde die vorhersehbare und effektheischende Story, die seichten Rätsel und die unprofessionelle Vertonung. In Summe liefere das Spiel, das ein ausgelutschtes Genre bediene, keinen Tiefgang, sondern setze komplett auf „plakative Geisterbahn-Effekte“. Alex Ney von Guided vergab eine positive Wertung und schrieb über das Spiel: „Gray Dawn ist ein Horror-Thriller, von dem selbst etablierte Studios noch etwas lernen können. Mit seinem osteuropäischen Setting und dem dicken religiösen Anstrich erschafft es immersive Welten, wie sie nur sehr selten zu finden sind. Wer außergewöhnliche Adventures schätzt, kommt an Gray Dawn nicht vorbei“.
Das Spiel erhielt eine Bewertung von 5/5 Sternen auf digitallydownloaded.net.